# Cầy vằn nam

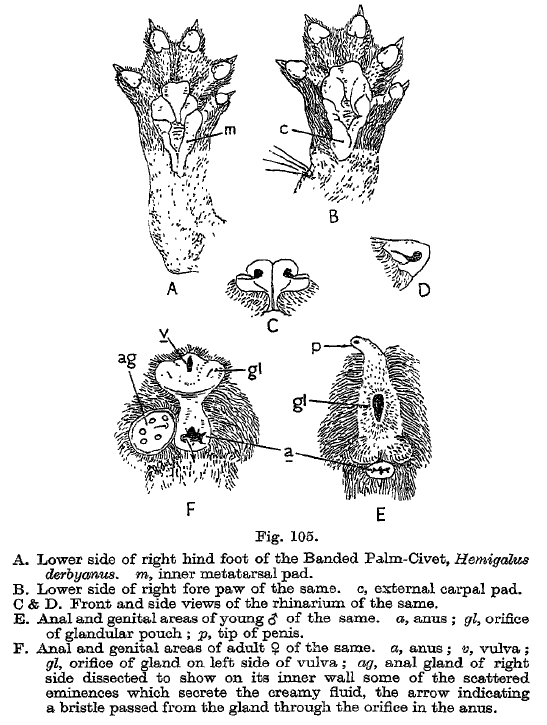
Cấu tạo bàn chân, minh họa trong Pocock's The Fauna of British India, including Ceylon and Burma - Mammalia Vol 1

Cầy vằn nam (Hemigalus derbyanus) là loài cầy sống trong các khu rừng ở Myanma, Indonesia, Malaysia, Thái Lan và Việt Nam. Dù sống trong rừng nhưng thời gian ở trên mặt đất của chúng nhiều hơn trên thân cây.
Loài được liệt kê như là dễ bị thương tổn vì một sự suy giảm số lượng đang diễn ra, ước tính hơn 30% trong 3 thế hệ vừa qua, do săn bắt quá mức, suy giảm chất lượng môi trường sống, và phá hủy môi trường sống và suy thoái. 
Hemigalus là một chi đơn loài lần đầu tiên được định danh và được mô tả bởi nhà động vật học người Pháp Claude Jourdan vào năm 1837.

## Hình ảnh

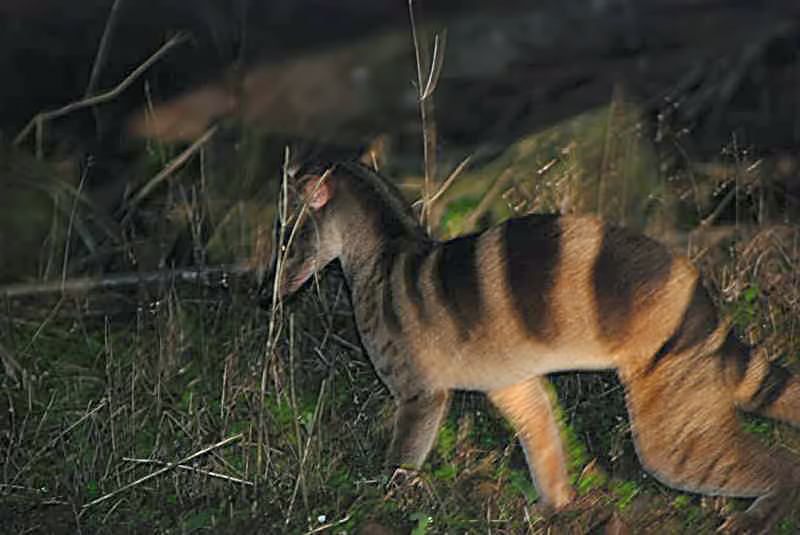
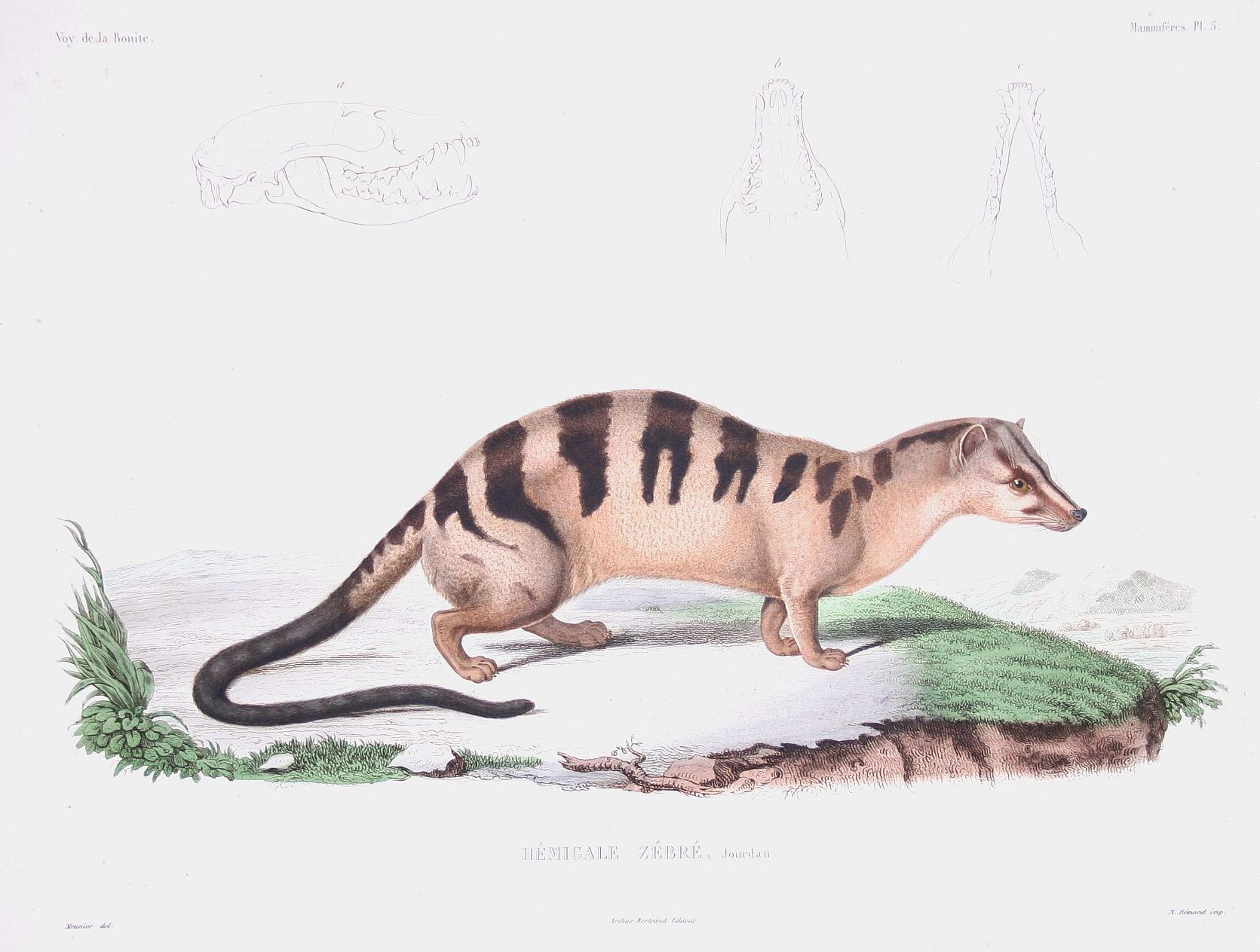
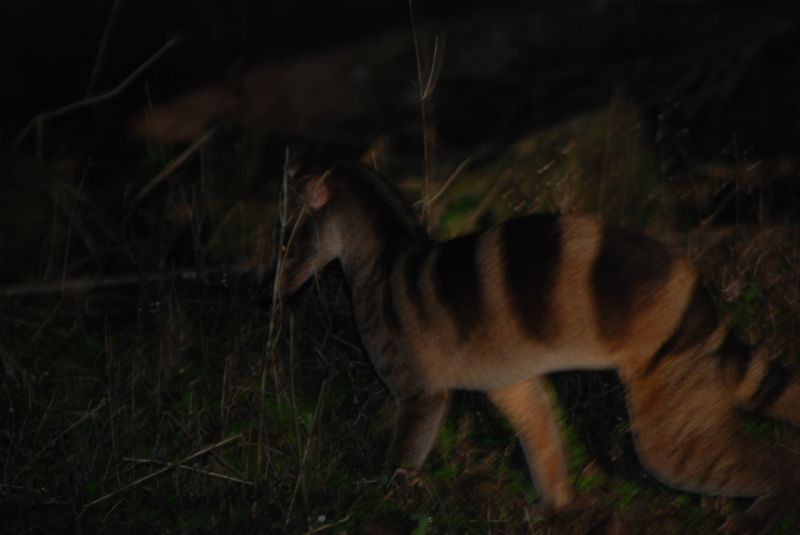
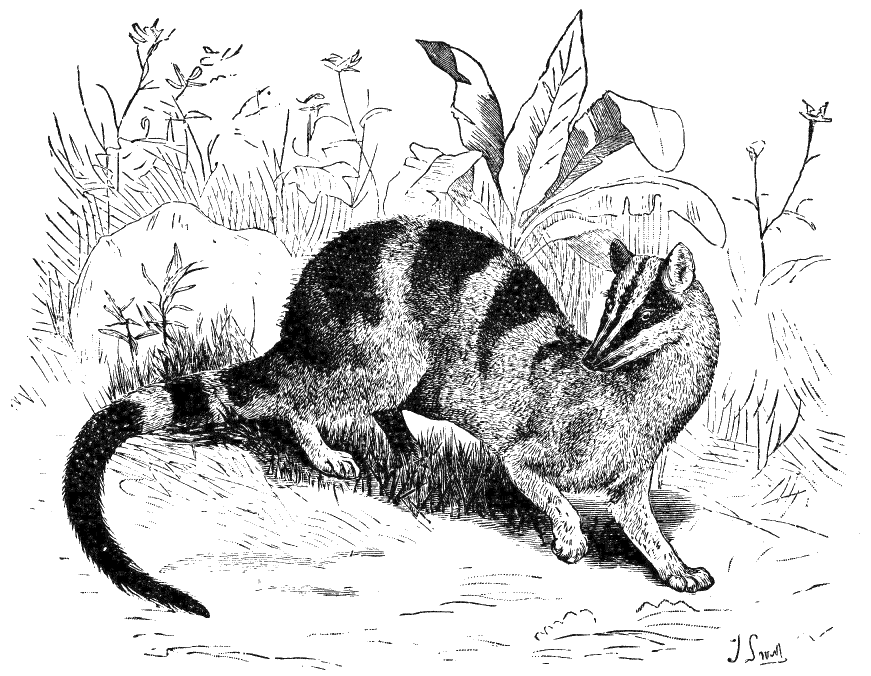